# Niva (Olomouc)
Niva é uma comuna checa localizada na região de Olomouc, distrito de Prostějov.